# مايكل تشاتورانتابوت
مايكل تشاتورانتابوت (بالإنجليزية: Michael Chaturantabut)‏ مواليد 30 أبريل 1975 في محافظة رايونغ، تايلاند، هو ممثل ومؤدي مشاهد خطيرة تايلندي/أمريكي بدأ مسيرته الفنية سنة 1996.

## الأعمال
- قانون عرفي
- آلة الزمن
- المسحورات
- أوستن باورز في غولدميمبر
- كاذب كبير جدا

## وصلات خارجية
- مايكل تشاتورانتابوت على موقع IMDb (الإنجليزية)
- مايكل تشاتورانتابوت على موقع قاعدة بيانات الفيلم (الإنجليزية)

- الموقع الرسمي